# Giovanni Verga
Giovanni Carmelo Verga di Fontanabianca (Catania, 2 de septiembre de 1840 - Catania, 27 de enero de 1922) fue un escritor italiano, considerado el mayor exponente de la corriente literaria verista.

## Biografía
Giovanni Carmelo Verga nació el 2 de septiembre de 1840. Su padre, Giovanni Battista Catalano, era de Vizzini, donde la familia Verga tenía propiedades, y descendía de una rama menor de una familia a la cual pertenecían los barones de Fontanabianca. La madre se llamaba Caterina Di Mauro, y pertenecía a una familia burguesa de Catania. El abuelo de Giovanni, como testimonia De Roberto en un artículo recogido, junto a muchos otros, en un volumen a cargo de Carmelo Musumarra, había sido carbonario y, en 1812, elegido diputado por Vizzini al primer Parlamento Siciliano.

### La polémica sobre el lugar y la fecha de nacimiento

#### El lugar

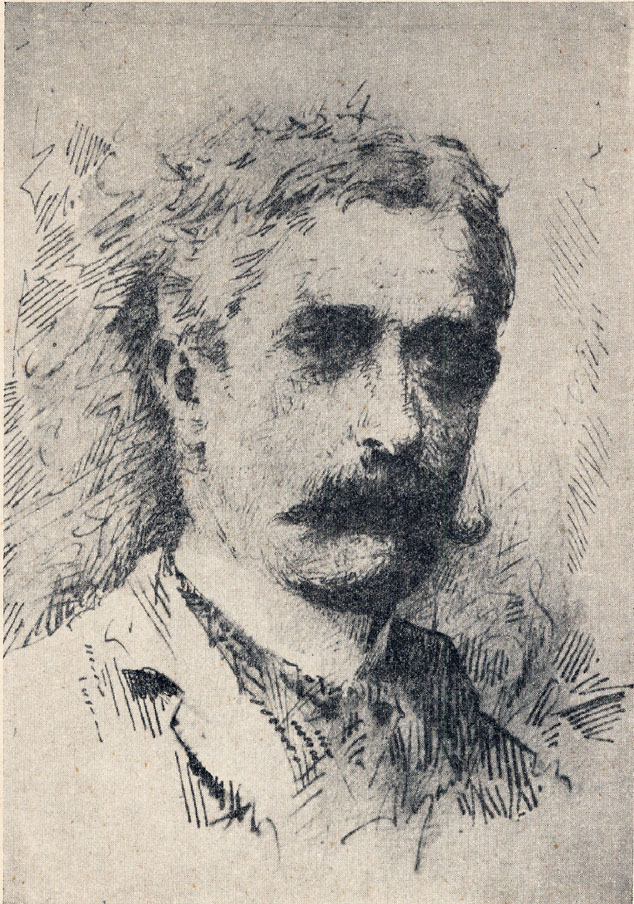
Giovanni Verga, por Antonino Gandolfo. Colección Francesco Paolo Frontini.

Presenta aún motivos de debate la cuestión sobre el lugar de nacimiento exacto de Giovanni Verga, al igual que la fecha del evento. Si bien gran parte de los textos sitúen en Catania su lugar de origen, basándose sobre el contenido del acta de nacimiento, existen fundadas argumentaciones sobre las cuales es posible retener que el nacimiento de Verga haya sucedido en los alrededores de Vizzini.
Entre los estudiosos que dedicaron numerosos estudios para solucionar este interrogante, están el profesor Emilio Interlandi (docente de letras, crítico, escritor y polemista agudo) y el abogado Alfredo Mazzone (periodista, dramaturgo y escritor, particularmente activo en el ámbito teatral). Este último, en particular, fue autor de un ensayo titulado Polémicas Verguianas, que dedica la mitad del libro a la investigación sobre el lugar y la fecha de nacimiento de Verga. La obra está apoyada en artículos escritos sobre el mismo argumento por el profesor Interlandi y citados integralmente.
La tesis según la cual Verga nació en una zona agrícola, propiedad del tío don Salvatore, en el distrito de Tièpidi (una zona de campo a pocos kilómetros del centro habitado de Vizzini, citada por el autor verista en sus escritos con el nombre de Tebidi o Tèpidi) se apoya sobre diversas pistas. La primera es sobre la epidemia de cólera que sufrió Catania en el verano de 1840 y que habría empujado a la familia Verga (ya acostumbrada a abandonar la sofocante Catania en verano por la frescura de las colinas de Vizzini) a elegir el pequeño centro de Calatino para proteger tanto a la madre como al futuro niño. Nacido prematuro, de 7 meses, el pequeño habría vuelto a la capital ya que la epidemia se había movido hacia el campo de Vizzini.
La segunda pista está basada en el número del acta de nacimiento con el cual el padre, Giovanni Battista Verga (originario de Vizzini pero residente en la capital), registró al hijo como nacido en Catania, en la habitación de la via Sant'Anna. El documento trae el número 284 ter, prueba del hecho que se trata de un acto intermedio (junto al 284 bis). Extrañamente, el acto se firmó eligiendo como testigos al ujier Michele Dell'Acqua (58 años) y al analfabeto guardiamarina Alfio Murabito (70 años), y no dos parientes o amigos de la familia. Es probable, además, que Giovanni Battista Verga eligiese Catania también para complacer a su esposa Caterina Di Mauro (o Mauro), de Catania, y por comodidad, dado que el eventual pedido de certificaciones habría necesitado un viaje a la distante Vizzini.
La tercera pista la da una anotación puesta en una copia de la primera edición de los Relatos Rústicos, que Verga regaló al amigo escritor Luigi Capuana. Se lee:

A Luigi Capuana "campesino" de Mineo - Giovanni Verga "campesino" de Vizzini.

Si bien según Corrado Di Blasi, curador de la biblioteca Capuana, la nota exacta sería:

A Luigi Capuana da Mineo Giovanni Verga da Vizzini o casi "campesinos ambos".

el uso del vocablo "campesino" ("villano" en italiano) demostraría como Verga estaba al tanto de haber nacido en un pequeño pueblo de provincia (como Capuana), en Vizzini o casi, justamente en un distrito de campo, y por lo tanto campesino.

Finalmente el mismo Verga, en muchas de sus cartas a distintos interlocutores, se demuestra esquivo a hablar de la cuestión, signo que, efectivamente, también en él existe la conciencia que Catania como lugar de nacimiento es una declaración dudosa. No hay que olvidar, además, que muchos amigos personales de la época, como el científico geólogo Ippolito Cafici, el cirujano Gesualdo Costa, el profesor Luigi La Rocca y el abogado Giovanni Selvaggi, sostenían, por conocimiento directo, que Verga había nacido en los campos de Vizzini.

#### La fecha
También es grande la incertidumbre sobre la fecha de nacimiento. El acta de nacimiento reporta la fecha del 2 de septiembre de 1840. Verga, el 1 de marzo de 1915, escribió en una carta a Benedetto Croce:

Ilustre amigo, estuve en el Municipio para tener la fecha precisa que desea conocer: 31 agosto 1840, Catania. Yo en cambio creía que fuese el 2, o el 8 de septiembre del mismo año. Aquí estoy una semana más viejo, pero siempre con gran estima y afecto hacia Usted.

El 8 de septiembre es en realidad la fecha del bautismo, mientras que la de nacimiento podría ser a finales de agosto, quizás el 29, día en donde en Vizzini se festeja San Giovanni. La transferencia de Vizzini a Catania justificaría por lo tanto el retraso en el registro y la postergación de la fecha.

### Los estudios y la primera formación

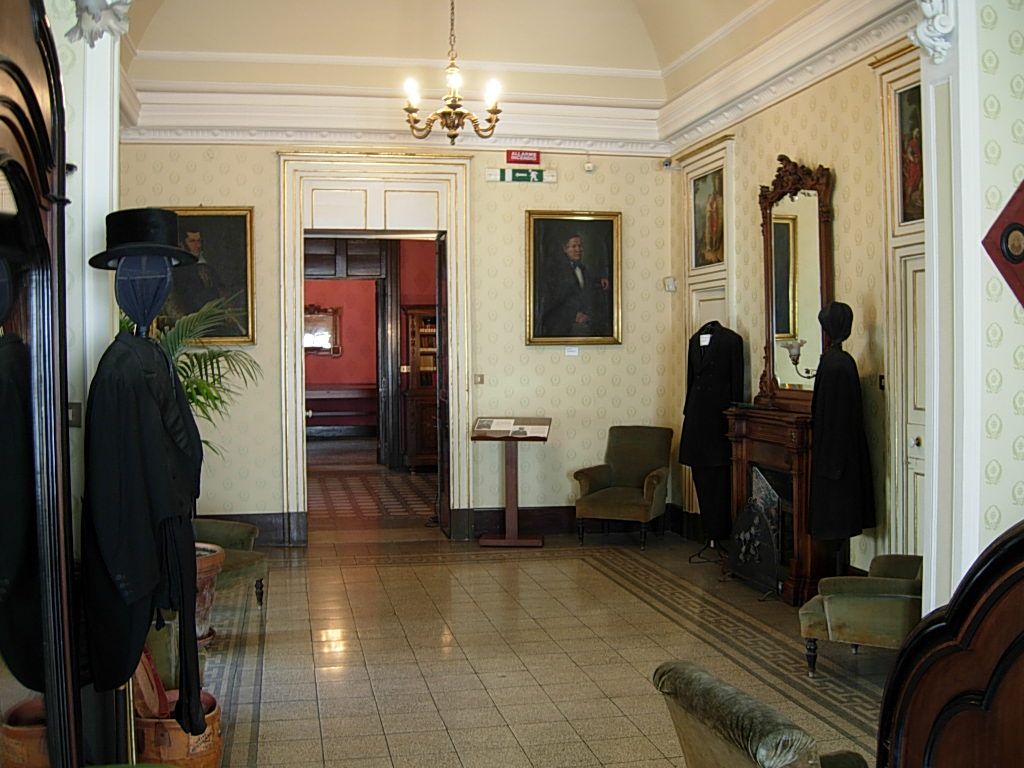
La Casa-Museo de Verga en Catania.

Verga, cumplido los estudios primarios en la escuela de Francesco Carrara, fue enviado, para los estudios secundarios, a la escuela de don Antonino Abate, escritor, ferviente patriota y republicano, del cual absorbió el gusto literario romántico y el Patriotismo.
Abate hacía leer a sus discípulos las obras de Dante Alighieri, Francesco Petrarca, Ludovico Ariosto, Torcuato Tasso, Vincenzo Monti, Alessandro Manzoni y páginas de la Estética de Hegel. Además proponía también la novela histórica-patriótica Los tres del asedio de Turín (escrita en 1847) por el poeta de Catania Domenico Castorina, que era un pariente lejano de Verga y que en aquel tiempo "era considerado por los contemporáneos el mejor poeta y escritor catanio de la primera mitad del Ochocientos".
En 1854, a causa de una epidemia de cólera, la familia se refugió en el campo de Tèbidi y volverá allí en 1855 por el mismo motivo. Los recuerdos de este período, ligados a las primeras experiencias de adolescente y al campo, inspirarán muchas de sus novelas cortas, como Cavalleria rusticana y Jeli el pastor, además de la novela Mastro don Gesualdo.
Con solo quince años, entre 1856 y 1857, Verga escribió su primera novela de inspiración resugimental Amor y patria que quedó inédita. La novela obtuvo una crítica positiva por parte de Abate, pero fue considerada inmadura por el profesor de latín, don Mario Torrisi, que lo convenció de no publicarla. En 1858 se inscribió en la facultad de leyes en la Universidad de Catania, pero no mostró gran interés por las materias jurídicas y en 1861 abandonó los cursos, prefiriendo dedicarse a la actividad literaria y al periodismo político.
Con el dinero que le dio el padre para concluir los estudios, el joven publicó a su costa la novela Los carbonarios de la montaña (1861-1862), una novela histórica que se inspira en las empresas de la Carbonería calabresa contra el despotismo napoleónico de Murat.
La suya fue por lo tanto una formación irregular que, como escribe Guido Baldi:

"...imprime inconfundiblemente su fisionomía de escritor, que sale de la tradición de escritores literatos y de profunda cultura humanística que caracteriza nuestra literatura, también la moderna: los textos sobre los cuales se basa su gusto en estos años, más que los clásicos italianos y latinos son los escritores franceses modernos de gran popularidad, al límite con la literatura de consumo, como Dumas padre (Los tres mosqueteros) e hijo (La dama de las camelias), Sue (Los misterios de París), Feuillet (La novela de un joven pobre)"

Además de este género de novelas, él prefería las novelas históricas italianas, sobre todo aquellas de carácter fuertemente romántico, como las de Guerrazzi cuya influencia se nota también en su tercera novela, publicada en 1863, en varias entregas sobre el apéndice de la revista florentina La nueva Europa, titulado Sobre las lagunas, en el periodo en donde, lograda ya Italia la independencia, Venecia todavía está bajo poder austriaco. La novela narra la historia sentimental de un oficial húngaro con una joven veneciana en un estilo severo y privado de retórica. Los dos enamorados de la vida terminaran muriendo juntos. Verga trabajó en este período frecuentemente también en Aci Trezza y Aci Castello.

### Las primeras experiencias en Catania
En Sicilia tuvo lugar un período de violentos disturbios populares que exigían la abolición de los impuestos sobre el grano y, sobre todo en la provincia de Catania, se asistió a la reacción de los campesinos que, exasperados, llegaron a matar y saquear las tierras. Será Nino Bixio que, con la fuerza, impondrá el orden. En la narración Libertad, Verga revive con fuerza dramática uno de estos disturbios, el de Bronte
Con la llegada de Garibaldi a Catania fue instituida la Guardia Nacional y Verga, en 1860, se alistó en ella prestando servicio por casi cuatro años pero, no teniendo inclinaciones por la disciplina militar, se liberó con un pago de 3.100 liras (equivalentes a casi 1,30 euros actuales) a la Tesorería Provincial. En tanto, junto a Nicolò Niceforo, conocido con el alias de Emilio Del Cerro, fundó el semanario Roma degli Italiani (Roma de los Italianos), que se basaba sobre un programa anti-regional, y lo dirigió por tres meses además de colaborar con la revista L'Italia contemporanea. El semanario pasará después bajo la dirección de Antonino Abate.
En 1862, Verga y Niceforo intentan de nuevo la experiencia con la revista literaria L'Italia contemporanea, en la cual Verga publica su primera novela corta verista, Casa da thè. Pero la revista dura poco y, después del primer número, es asimilada por Enrico Montazio a la revista florentina Italia, veglie letterarie.
También el diario Indipendente, fundado y dirigido por Verga siempre en el '62, será dejado, después de diez números, a la dirección de Abate. En aquel mismo año Verga publicó en la Nuova Europa las dos primeras entregas de la novela Sulle lagune (Sobre las lagunas) que serán suspendidas por un año y finalmente retomadas al inicio y terminadas el 15 de marzo de 1863 después de 22 entregas.

### Los años florentinos
En 1865 fue por primera vez, dejando la provincia, a Florencia y se quedó desde el 13 de enero al 14 de mayo. En este nuevo período escribió una comedia, que fue publicada solo en 1980, con el título I nuovi tartufi, que fue enviada, en forma anónima, al Concurso Dramático de la Sociedad de estímulo al arte teatral pero sin éxito y la novela Una pecadora.
Florencia era en aquellos tiempos la capital del Reino, y representaba el punto de encuentro de los intelectuales italianos. Así el joven Verga tendrá la posibilidad de conocer, en este breve periodo, a Luigi Capuana, entonces crítico de la Nazione, a los pintores Michele Rapisardi y Antonino Gandolfo, al maestro Giuseppe Perrotta y al poeta Mario Rapisardi.
Volverá a Florencia en abril de 1869 después que la nueva epidemia de cólera que se había difundido en 1867 lo había obligado, junto a la familia, a encontrar refugio primero en las propiedades de Sant'Agata li Battiati y después en Trecastagni.
Decidió establecerse en Florencia, y se quedará hasta 1871, al comprender que su cultura provinciana era demasiado restrictiva y le impedía de realizarse como escritor.
En 1866 el editor turinés Negro le había publicado Una pecadora, una novela de carácter autobiográfico y fuertemente melodramático, que narra la historia de un pequeño burgués de Catania que, habiendo obtenido la riqueza y el éxito, se suicida por amor a una mujer.
Los años florentinos serán fundamentales para la formación del joven escritor, pues conocerá a artistas, músicos, literatos y hombres políticos al frecuentar los salones más conocidos del momento. Con una carta de presentación de Mario Rapisardi se introdujo fácilmente en casa del escritor y patriota Francesco Dall'Ongaro donde encuentra a Giovanni Prati, Aleardo Aleardi, Andrea Maffei y Arnaldo Fusinato.
Introducido gracias a Dall'Ongaro en las salas culturales de Ludmila Assing y de las señoras Swanzberg (madre e hija eran pintoras), conoce a Vittorio Imbriani y otros literatos. Inició entonces a llevar una vida mundana frecuentando el Caffè Doney, donde tratará a literatos y actores, y el Caffè Michelangiolo, lugar de encuentro de pintores macchiaioli más conocidos de la época. Asistía de continuo por la noche al teatro.
Sobresale en este período la escritura de la novela epistolar Storia di una capinera, que apareció en 1870 en el diario de moda Il corriere delle Dame y que el año siguiente será publicado, por el interés de Dall'Ongaro, por la imprenta Lampugnani de Milán. El prefacio de la novela fue redactado por Dall'Ongaro, que mostraba la carta escrita por él a Caterina Percoto para presentar el libro. La novela tuvo un gran éxito y Verga comenzó a obtener su primera ganancia monetaria.

### Los veinte años en Milán
El 20 de noviembre de 1872, Verga se traslada a Milán, donde se quedará, a pesar de algunos retornos a Catania, hasta 1893. Lo presentarán el amigo Capuana con una carta para el novelista Salvatore Farina, director de la Rivista minima, y Dall'Ongaro con otra para el pintor y escritor Tullio Massarani.
En Milán frecuenta a menudo el salón Maffei donde conoce a los mayores representantes del segundo romanticismo lombardo y se encuentra con el ambiente de los llamados scapigliatos, juntándose sobre todo con Arrigo Boito, Emilio Praga y Luigi Gualdo.
Al frecuentar restaurantes, como el Cova y el Savini, lugar de encuentro de escritores y artistas, conoce a Gerolamo Rovetta, Giuseppe Giacosa, Emilio Treves y Felice Cameroni, con el cual mantendrá una correspondencia regular y muy interesante tanto por las opiniones sobre el verismo y el naturalismo que va desgranando en ellas, como por sus juicios sobre la narrativa contemporánea, desde Zola hasta Flaubert y D'Annunzio. Conocerá también a De Roberto del cual será amigo por el resto de su vida.
Los años milaneses serán ricos en experiencias y fomentarán la nueva poética del escritor. Son de estos años Eva (1873), Nedda (1874), Eros (que narra una vida mundana sin rumbo, disoluta, que conduce a la destrucciónal protagonista), y Tigre real (1875). El escritor se había acercado a nuevos autores (por temática y forma expresiva), como Balzac, Maupassant, Daudet, Zola, Flaubert, Bourget, y por entonces había iniciado un esbozo de su gran novela: Los Malavoglia.
En 1876 será publicado por el editor Brigola una colección de cuentos cortos, Primavera e altri racconti, que habían aparecido en las revistas Illustazione italiana y Strenna italiana; presentan un estilo y una temática distintos de los escritos precedentes.
En 1878 aparece publicado en la revista Il Fanfulla el cuento Rosso Malpelo y en tanto inicia a escribir Fantasticheria.
De estos años es el proyecto, anunciado en una carta del 21 de abril al amigo Salvatore Paolo Verdura, de escribir un ciclo de cinco novelas, Padron 'Ntoni, Mastro-don Gesualdo, La duquesa de las Gargantas, El honorable Scipioni, El hombre de lujo, que en principio habrían sido titulados como Marea para después ser cambiados por I vinti (Los vencidos), que, en la intención de Verga, debían representar cada estrato social, del más humilde al más aristocrático. Será esto "el inicio de la más feliz y ferviente estación narrativa del escritor catanio".
El 5 de diciembre de 1878 Verga vuelve a Catania por la muerte de su madre y seguirá entonces un largo período de depresión. En julio deja Catania y, después de haber estado en Florencia vuelve a Milán donde empezará de nuevo, con mayor fervor, a escribir. En agosto de 1879 saldrá Frantasticherie en el Fanfulla de la domenica y, en el mismo año, escribirá Jeli el pastor, además de publicar, en distintas revistas, algunas novelas cortas de Vida de los campos, que verá la luz a través del editor Treves en 1880.
En 1881 aparece en el número de enero de la Nuova Antologia el episodio sacado de Los Malavoglia que narra la tormenta con el título Pobres pescadores y, en el mismo año, será publicado por Treves la novela que será acogida muy fríamente por la crítica como confesará el mismo Verga al amigo Capuana en una carta del 11 de abril desde Milán: "Los Malavoglia son un fiasco, fiasco pleno y completo. Salvo Boito y Gualdo, que han hablado bien, muchos, Treves primero, me han dicho mal".
En 1882, agobiado por los asuntos económicas, publicó a través de Treves la novela El marido de Elena donde retomó los temas eróticos-mundanos de los inicios pero haciendo un análisis psicológico mucho más profundo. En este período, fue elaborando los futuros "Relatos rústicos", que serán publicados poco a poco en algunas revistas.
Durante la primavera, el escritor fue a París donde encontrará al escritor suizo de lengua francesca Louis Édouard Rod, conocido el año precedente, que en 1887 publicará Los Malavoglia en francés. Después de París cumplió otro viaje a Médan para ver a Zola y en junio va a Londres. A finales del año, pero con la fecha de 1883, publica la colección de doce novelas cortas con el título Relatos rústicos donde predomina ese tema. Trabajaba ente tanto intensamente en los cuentos Per le vie, iniciados el año anterior, que serán publicados en Fanfulla della domenica, Domenica letteraria y Cronaca bizantina, luego, los reunió Treves en 1883.
En 1884 destaca el inicio teatral del escritor con Cavalleria rusticana, donde adaptaba el breve cuento homónimo aparecido en Vida de los campos, que será representada el 14 de enero de 1884 por la compañía teatral de Cesare Rossi en el Teatro Carignano de Turín y tendrá como actores a Eleonora Duse como Santuzza y Flavio Andò como Turiddu. El drama, como ya había intuido Giacosa, que había seguido el trabajo de Verga, obtuvo un gran éxito.
Consolado, Verga preparó otra comedia adaptando otro cuento breve, Il canarino del n. 15, de Per le vie; la presentó en Milán en el Teatro Manzoni, con el título In portineria, el 16 de mayo de 1885, sin obtener el éxito que tuvo la anterior.

### El regreso a Catania
Afligido por una grave crisis psicológica debido a las preocupaciones de carácter económico y del hecho que no lograba seguir adelante como quería con el Ciclo de los Vencidos, decidió entonces volver a Sicilia. En 1887 se publicó, a través del editor Barbèra de Florencia, la colección Vagabondaggio (Vagabundaje).
En 1888 estuvo algunos meses en Roma y al inicio del verano volvió a Sicilia y, a excepción de algunos días en Roma, se quedó allí hasta finales de noviembre de 1890. Terminó en tanto la primera escritura de la novela Mastro don Gesualdo, que se fue publicando en varias entregas en la revista La Nuova Antologia.
Durante 1889 se dedicó completamente a la revisión de Mastro don Gesualdo que fue dado a las imprentas, por Treves, a fin de año obteniendo una buena crítica tanto del público como de los críticos.
El escritor, animado por el buen éxito de la novela, proyectó continuar con el Ciclo de los Vencidos con La duquesa de Leyra y El honorable Scipione mientras continuó la publicación de las novelas cortas que harán después parte de las últimas dos antologías.
El 8 de abril de 1890, en el Teatro Costanzi de Roma, fue puesta en escena Mala Pascua sacada de la novela de escritor que no obtuvo un gran éxito. Solo un mes después fue representada, en el mismo teatro, la obra Cavalleria rusticana musicalizada por Pietro Mascagni obteniendo un gran aplauso del público y la crítica.
La obra continuó representándose siempre con mayor éxito y Verga pidió al músico y al editor, como estaba pactado, su parte de la ganancia por los derechos de autor. Le será ofrecida una cifra modesta, 1.000 liras que Verga no quiso aceptar. Se dirigió entonces a la Sociedad de los Autores, que se mostró solidaria con el escritor, pero él actuará igualmente a través de los caminos legales. Así inicia, en 1891, una compleja querella judicial que parece concluir, el 22 de enero de 1893, dado que Verga acepta, una tantum, la suma de 143.000 liras como "compensación final".
En 1891 habían sido publicados con el editor Treves Los recuerdos del capitán d'Arce y en 1894 Don Candeloro y C.i. Y en 1893 el escritor se instala definitivamente a Catania donde, además de algún que otro viaje corto a Milán y Roma, se quedará hasta su muerte.
En 1895 inicia minuciosas investigaciones de costumbres que consideraba necesarias para la tercera novela del Ciclo de los vencidos, La duquesa de Leyra, que nunca llegó a terminar (quedan el primer capítulo y un fragmento del segundo).
Desde hacía algunos años el escritor había iniciado una relación con la pianista Dina Castellazzi condesa de Sordevolo que duró toda la vida, a pesar de que la renuencia de Verga al matrimonio redujo la relación amoroso a una afectuosa amistad.

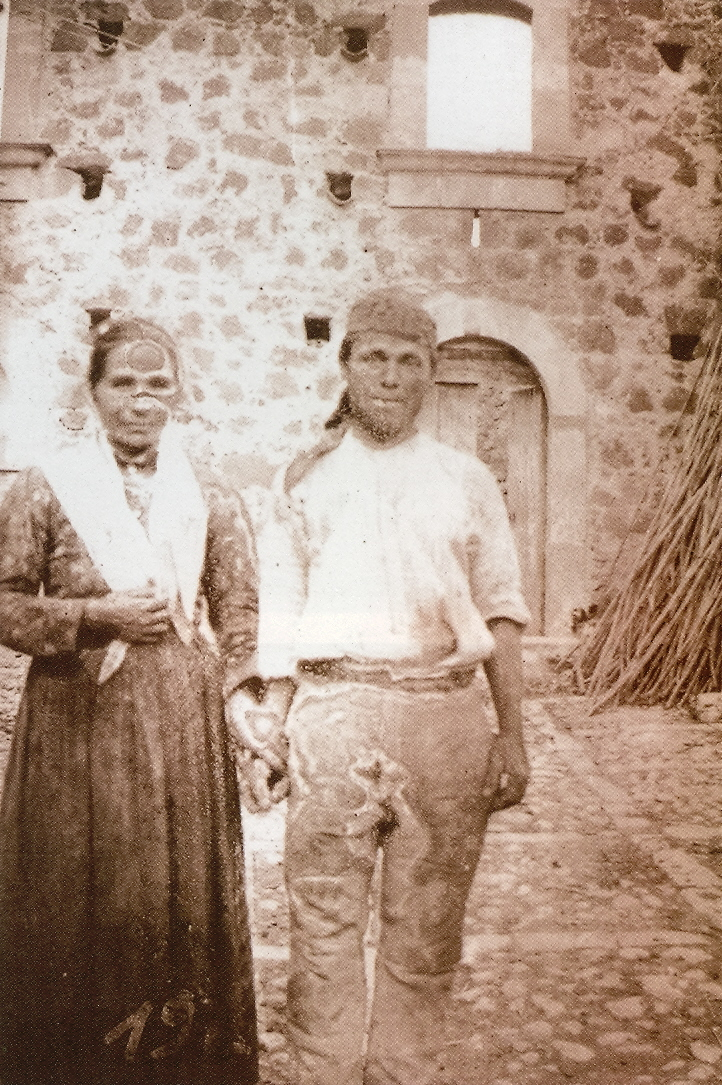
Una fotografía tomada por Verga: La Sicilia rural.

Con Treves fueron publicados en 1896 los dramas La lupa, In portineria, Cavalleria rusticana. La lupa fue representada con éxito en el Teatro Gerbin de Turín, y a mediados de año volvió a trabajar sobre La duquesa de Leyra.
En la revista de Catania Le Grazie, fue publicado el relato titulado La caccia al lupo (La caza del lobo), el 1 de enero de 1897, y el editor Treves publicó una nueva versión de Vita dei campi con las ilustraciones de Arnaldo Ferraguti que presentaba notables cambios si se compara con la edición de 1880.
Parece que prosigue la escritura de La duquesa de Leyra, como se lee en una carta escrita al amigo Édouard Rod en 1898, noticia confirmada por La Nuova Antologia que anuncia la próxima publicación.
En 1901 fueron representados los bocetos La caccia al lupo y La caccia alla volpe (La caza del zorro) en el teatro Manzoni de Milán, que serán publicados en 1902 una vez más por el editor Treves. Al morir su hermano Pietro en 1903, Verga se encarga de los hijos de éste. En noviembre del mismo año se representa, en dicho teatro, el drama Dal tuo al mio, que se difundirá en varias entregas por La Nuova Antologia en 1905, y será impreso, por Treves, en 1906.
Ya lejos de la escena literario, Verga redujo mucho sus actividades de escritor para dedicarse asiduamente al mantenimiento de sus tierras, aunque se sabe por una carta al amigo Rod, del 1 de enero de 1907, que continuaba trabajando en La duquesa de Leyra, del cual verá la luz solo un capítulo publicado póstumo en La Letteratura a cargo de De Roberto el 1 de junio de 1922.
A De Roberto, el escritor le dio, entre 1912 y 1914, el guion cinematográfico de algunas de sus obras; y él mismo redujo la Storia di una capinera y de La caccia al lupo de forma que se pudiese hacer una versión para el teatro. Su último relato, titulado Una capanna e il tuo cuore, data de 1919 y fue publicado póstumamente, el 12 de febrero de 1922, en Ilustrazione italiana, mientras que en 1920 será publicada una edición revisada de los Relatos rústicos en Roma en la revista La Voce.
En julio de ese año, por los ochenta años del escritor, fue homenajeado en Roma, en el Teatro Valle, con la presencia del entonces Ministro de la Instrucción Pública Benedetto Croce y el discurso oficial fue dado por Luigi Pirandello. En ese mismo año, Verga fue nombrado senador del Reino.
El 26 de enero de 1922 sufrió un ictus; no recuperó la conciencia y a los cinco días murió en Catania, en la casa de Sant'Anna, asistido por los sobrinos y por el amigo De Roberto.

## Obras

### Novelas
- Amor y Patria (Amore e Patria, 1856-1857); la novela, salvo por algunos pasajes, está inédita
- Los Carbonarios de la Montagna (I Carbonari della Montagna), Galatola, Catania, (1861-1862)
- Sobre las lagunas (Sulle lagune), publicada por entregas en La Nuova Europa (5 y 9 de agosto de 1862-13 de enero y 15 de marzo de 1863)
- Una pecadora (Una peccatrice), Negro, Turín, (1866)
- Historia de una alondra (Storia di una capinera), Lampugnani (editor), Milán, (1871)
- Eva, Treves, Milán, (1873)
- Eros, Brigola, Milán, (1875)
- Tigre real (Tigre reale), Milán, Brigola (1875)
- Los Malavoglia (I Malavoglia), Treves, Milán, Treves (1881)
- El marido de Elena (Il marito di Elena), Treves, Milán, Treves (1882)
- Mastro don Gesualdo, Milán, Treves (1889)
- Del tuyo al mio (Dal tuo al mio), Milán, Treves (1906)
- La duquesa de Leyra (La duchessa di Leyra), inconclusa

### Novelas cortas (relatos)
- Nedda, Brigola, Milán, (1874)
- Primavera y otros cuentos (Primavera e altri racconti), Brigola, Milán (1876); tercera reimpresión, con Treves, Milán, 1877 con el título de Novelle
- Rosso Malpelo, (1878)
- Vida de los campos (Vita dei campi), Treves, Milán, (1880)
- Pan negro (Pane nero), Giannotta, Catania, (1882)
- Relatos rústicos (Novelle rusticane), Treves, Milán, (1883)
- Por los camenos (Per le vie), Treves, Milán, (1883)
- Dramas íntimos (Drammi entimi), Sommaruga, Roma, (1884)
- Vagabundeo (Vagabondaggio), Barbera, Florencia, (1887)
- Los recuerdos del capitán d'Arce (I ricordi del capitano d'Arce), Treves, Milán, (1891)
- Don Candeloro y C., Treves, Milán, (1894)
- Una choza y tu corazón (Una capanna e il tuo cuore), Illustrazione italiana, (12 de febrero de 1922); póstuma
- Libertad (Libertà)
- La hacienda (La Roba)
- Historias sicilianas. Recopilación de relatos. La Línea del Horizonte Ediciones, 2017. ISBN 978-84-15958-73-4

### Transposiciones teatrales
- I nuovi tartufi (1865-1866)
- Rose caduche (1867)
- L'onore I (1869)
- L'onore II
- Cavalleria rusticana (1884)
- In portineria (1885)
- La lupa (1886)
- Dopo (1886)
- Mastro Don Gesualdo (1889)
- Cavalleria rusticana (1896)
- La caccia al lupo (1901)
- La caccia alla volpe (1901)
- Dal tuo al mio (1903)

### Versiones cinematográficas
- Tigre reale (1916), dirigida por Piero Fosco (Giovanni Pastrone).
- Storia di una capinera (1917), dirigida por Giuseppe Sterni.
- La terra trema (1948), dirigida por Luchino Visconti, inspirada en Los Malasangre.
- Bronte - Cronaca di un massacro che i libri di storia non hanno raccontato (1972), dirigida por Florestano Vanceni, a partir de su relato Libertà.
- Storia di una capinera (1993), de Franco Zeffirelli, con Vanessa Redgrave, inspirada en su relato homónimo.
- La lupa (1996), dirigida por Gabriele Lavia con Monica Guerritore, Michele Placido y Raoul Bova, inspirada en su relato homónimo.
- Rosso Malpelo (2007), dirigida por Pasquale Scimeca, inspirada en su relato homónimo.

## Traducciones al castellano
- Cuentos milaneses, Traspiés, 2013 ISBN 978-84-941006-0-4
- Cavallería rusticana y otros cuentos sicilianos, Traspiés, 2010 ISBN 978-84-936774-5-9
- Cavalleria rusticana, traducción de Armando Cintra,  ISSN 1870-879x() 2009,
- Eros, Gadir, 2009, ISBN 978-84-96974-23-4
- La vida en el campo, Periférica, 2008, ISBN 978-84-936232-6-5
- Nedda y otros cuentos, Cerrutti, 2005, ISBN 978-84-934000-1-9
- Los Malavoglia, Círculo de Lectores, 1999, ISBN 978-84-226-6511-3
- Los Malavoglia, Espasa, 1998, ISBN 978-84-239-7443-6
- Los Malavoglia, Cátedra, 1987, ISBN 978-84-376-0681-1
- Maestro-Don Gesualdo, Alianza, 1971, ISBN 978-84-206-1293-5
- El marido de Elena, Espasa, s.f., ISBN 978-84-239-4035-6

### Biografías
- Cappellani, Neno, Vita di Giovanni Verga, Opere di Giovanni Verga, 2 vols., Florencia, Le Monnier, 1940
- Cattaneo, Giulio, Giovanni Verga, Turín, UTET, 1963
- De Roberto, Federico, Casa Verga e altri saggi verghiani, a cargo de C. Musumarra, Florencia, Le Monnier, 1964

### Estudios sobre la obra
- Cameroni, Felice, Realismo. "Tigre reale" di Giovanni Verga, en L'Arte drammatica, 10 de julio de 1975; "I Malavoglia", en La rivista repubblicana, n. 2, 1881; "Novelle rusticane", en "La Farfalla", 17 de diciembre de 1882; después, en Interventi critici sulla letteratura italiana, a cargo de G. Viazzi, Nápoles, Guida, 1974
- Capuana, Luigi, Studi sulla letteratura contemporanea, I serie, Milán, Brigola, 1880; II serie, Catania, Giannotta 1882; reimpresión en Milán, Fabbri, 1973, al cuidado de G. Luti
- —, Gli "ismi" contemporanei, Catania, Giannotta, 1898
- —, Verga e D'Annunzio, a cargo de M. Pomilio, Bolonia, Cappelli, 1972
- Torraca, Francesco, Saggi e rassegne, Livorno, Vigo, 1885
- Scarfoglio, Edoardo, Il libro di don Chisciotte, Roma, Sommaruga, 1885
- Panzacchi, Enrico, Morti e viventi, Catania, Giannotta, 1898
- Ojetti, Ugo, Alla scoperta dei letterati, Milán, Fratelli Bocca, 1899
- Croce, Benedetto, Giovanni Verga, en "La Crítica", I, IV, 1903; después en La Letteratura della nuova Italia, III, Bari, Laterza, 1922
- Serra, Renato, Le lettere, Roma, Bontempelli, 1914
- Vossler, Karl, Letteratura italiana contemporanea, Nápoles, Ricciardi, 1916
- Tozzi, Federigo, Giovanni Verga e noi, en "Il messaggero della domenica", 17 noviembre 1918; después en Realtà di ieri e di oggi, Milán, Alpes, 1928
- Russo, Luigi, Giovanni Verga, Nápoles, Ricciardi, 1920; nueva edición, Bari, Laterza, 1934; 3ª edición ampliada 1941; última edición, 1974
- —, Prefazione a G. V., Opere, Milán-Nápoles, Ricciardi, 1955
- —, Perfil crítico en I narratori (1850-1957), Milán-Messena, Prencipato, 1958
- —, Verga romanziere e novelliere, Turín, Eri, 1959
- Momigliano, Attilio, Giovanni Verga narratore, Palermo, Priulla, 1923; después, en Dante, Manzoni, Verga, Messena, D'Anna, 1944
- Lugli, Vittorio, I due "Mastro-don-Gesualdo", en "Rivista d'Italia", marzo de 1925, después en Dante, Balzac, Nápoles, Edizioni Scientifiche Italiane, 1952 (contiene Il discorso endiretto libero in Flaubert e in Verga)
- Studi Verghiani, a cargo de L. Perroni, Palermo, Edizioni del Sud, 1929 (reimpresiónti con il titolo Studi critici su Giovanni Verga, Roma, Bibliotheca, 1934)
- Marzot, Giulio, L'arte del Verga, en "Annuario dell'Istituto Magistrale A. Fogazzaro", Vicenza, 1930; rielaborato en Preverismo, Verga e la generazione verghiana, Bolonia, Cappelli, 1965
- Ragonese, Gaetano, Giovanni Verga. Studio crítico, Roma, Maglione, 1931
- —, La lengua parlata dei "Promessi Sposi" e del Verga, en "Belfagor", III, 3, 1948
- —, enterpretazione del Verga. Saggi e ricerche, Palermo, Manfredi, 1965
- Bacchelli Riccardo, L'ammirabile Verga, en Confessioni letterarie, Milán, La Cultura, 1932; después, en Saggi critici, Milán, Mondadori, 1962
- —, Giovanni Verga, le canzone, il romanzo, la tragedia, prefazione a G. V., I grandi romanzi, Milán, Mondadori, 1972
- Pirandello, Luigi, Giovanni Verga, en Studi critici su Giovanni Verga; después, en Saggi, Milán, Mondadori, 1939 y en Saggi, poesie e scritti vari, a cargo de M. Lo Vecchio Musti, Milán, Mondadori, 1960
- Trombatore, Gaetano, Mastro-don-Gesualdo, en "Ateneo veneto", julio-agosto, 1935; después, en Saggi critici, Florencia, La Nuova Italia, 1950
- Arrighi, Paul, Le vérisme dans la prose narrative italienne, Paris, Boiven e C., 1937
- Bontempelli, Massimo, Verga, en "Nuova Antologia", marzo de 1940; después, en Verga, l'Areteno, Scarlatti, Verdi, Milán, Bompiani, 1941
- —, Sette discorsi, Milán, Bompiani, 1942
- Garrone Deno, Giovanni Verga, prefacio de L. Russo, Florencia, Vallecchi, 1941
- De Michelis Eurelio, L'arte del Verga, Florencia, La Nuova Italia, 1941
- Sapegno, Nataleno, Appunti per un saggio sul Verga, en "Risorgimento", I, 3, 1945; después en Ritratto di Manzoni e altri saggi, Bari, Laterza, 1961
- Lo Nigro, Sebastiano, Le due redazioni di Mastro-don-Gesualdo, en "Lettere italiane", I, 1, 1949
- Falqui, Enrico, Verga, il verismo e il novecento, en "Giornale di Sicilia", 28 de noviembre de 1940
- Seroni, Adriano, La Nedda nella storia dell 'arte verghiana, Lucca, Lucentia, 1950
- —, Studi verghiani, en Nuove ragioni critiche, Florencia, Vallecchi, 1960
- —, Verga: antologia della critica, Palermo, Palumbo, 1960
- —, Da Dante a Verga, Roma, Editori riuniti, 1972
- Navarria, Aurelio, "L'amante di Raya" e "L'amante di Gramigna", en Belfagor, VI, 2, 1951
- —, "Nedda" e "Primavera" nell'opera di Verga, en "Narrativa", junio de 1961
- —, Lettura di poesia nell'opera di Giovanni Verga, Messena-Florencia, D'Anna, 1962
- —, Giovanni Verga, Catania-Roma-Milán, "La Navicella", 1964
- —, Annotazioni verghiane e pagene staccate, Caltanissetta-Roma, Sciascia, 1976
- Piccioni, Leone, Per una storia dell'arte del Verga, en Lettura leopardiana e altri saggi, Florencia, Vallecchi, 1952
- Devoto Giacomo, I "piani del racconto" en due capitoli dei "Malavoglia", en "Bolletteno del Centro studi filologici e lenguistici siciliani", II, 1954; después, en Nuovi studi di stilistica, Florencia, Le Monnier, 1962 e en Itenerario stilistico, ibídem, 1975
- Santangelo, Giorgio, Storia della critica verghiana, Florencia, La Nuova Italia, 1954, última edición 1969
- Spitzer, Leo, "L'origenalità della narrazione nei Malavoglia", en Belfagor, XI, 1, 1956
- Debenedetti, Giacomo, "Presagi del Verga", en Saggi critici, III serie, Milán, Il Saggiatore, 1959
- Raya, Geno, Un secolo di bibliografia verghiana, Padua, Cedam, 1960
- —, Ottocento enedito, Roma, Ciranna, 1960.
- —, La lengua di Verga, Florencia]], Le Monnier, 1961.
- —, Mastro don Gesualdo di Giovanni Verga, Roma, Ciranna, 1967.
- —, Giovanni Verga, Roma, Ciranna, 1970.
- —, Bibliografia verghiana, Roma, Ciranna, 1972.
- —, Verga e il cinema, Roma, Herder, 1984.
- —, Carteggio Verga-Capuana, Roma, Ateneo, 1984.
- —, Verga e i Treves, Roma, Herder, 1986.
- —, Carteggio Verga-Monleone, Roma, Herder, 1987.
- —, Verga e gli avvocati, Roma, Herder, 1988.
- —, Vita di Giovanni Verga, Roma, Herder, 1990.
- Ciccia, Carmelo, Il mondo popolare di Giovanni Verga, Milán, Gastaldi, 1967.
- —, Giovanni Verga, en Impressioni e commenti, Milán, Virgilio, 1974.
- —, Giovanni Verga, en Profili di letterati siciliani dei secoli XVIII-XX, Catania, Centro di Ricerca Economica e Scientifica, 2002.
- —, Venezia e Oderzo nella narrativa di Giovanni Verga, en Saggi su Dante e altri scrittori, Cosenza, Pellegreni, 2007. ISBN 978-88-8101-435-4  (enlace roto disponible en Internet Archive; véase el historial, la primera versión y la última).
- —, Gli scrittori che hanno unito l’Italia / Sentetica rivisitazione della letteratura italiana nel 150° dell’Unità (1861-2011), Padua, Libraria Padovana, 2010. ISBN 978-88-89775-24-0
- Sciascia, Leonardo, I fatti di Bronte, en Pirandello e la Sicilia, Caltanissetta-Roma, Sciascia, 1961
- —, Verga e la libertà, en La corda pazza, Turín, Einaudi, 1970
- —, Giovanni Verga e la memoria, en "Notiziario culturale italiano", París, Istituto italiano di cultura, XIV, 1, 1973
- Petronio, Giuseppe, Lettura di Mastro-don-Gesualdo, en Dall'illumenismo al verismo, Palermo, Manfredi, 1962
- Asor, Rosa Alberto, Scrittori e popolo. Saggio sulla letteratura populista en Italia, Roma, Samonà e Savelli, 1965
- Ferrone, S., Il teatro di Verga, Bulzoni, 1972
- VV. AA., Verga inedito, en Sigma, 10, 1977
- Riccardi, Carla, "Introduzione" a Tutte le novelle, Milán, A. Mondadori, 1987, con cronología detallada
- Bonoa, Ettore, Le novelle milanesi del Verga e Lo stile dei Malavoglia esemplificato nel capitolo dodicesimo en " Manzoni e la vía italiana al realismo", Nápoles, Liguori 1989
- Iannello, Silvia, Le immageni e le parole dei Malavoglia, Roma, Sovera, 2008

- Datos: Q271814
- Multimedia: Giovanni Verga / Q271814
- Textos: Autor:Giovanni Verga